# توماس راي
توماس راي (1770 - ) (بالإنجليزية: Thomas Ray)‏ هو لاعب كريكت بريطاني.